# Yaakov Dori
Yaakov Dori (in ebraico: יעקב דורי; Odessa, 18 ottobre 1899 – Haifa, 22 gennaio 1973) è stato un generale israeliano, primo capo di Stato maggiore generale delle Forze di Difesa Israeliane (IDF).

## Biografia
Nato nell'attuale Ucraina col nome Yakov Dostrovsky (in russo: Яков Достровский) da Tzvi e Myriam, la sua famiglia emigrò nella Palestina Ottomana dopo il pogrom anti-ebraico di Odessa del 1905. Dopo aver completato gli studi superiori alla Hebrew Reali School di Haifa, si arruolò nella Legione Ebraica dell'esercito britannico; durante la prima guerra mondiale egli si unì alla Haganah (dove divenne il comandante delle forze militari di Haifa) e ha adottato il nome di battaglia "Dan".
Nel 1939 Dori viene nominato Capo di Stato Maggiore della Haganah, incarico che mantenne fino al 1946: in questa veste si sforzò per un introdurre un modello militare di autodisciplina tra i soldati che rese tale organizzazione molto forte e compatta dal punto di vista bellico. Dal 1946 al 1947 guidò la delegazione ebraico-palestinese inviata negli Stati Uniti d'America per l'acquisto di armi da guerra.
Quando nel 1948 venne fondata la Tzva HaHagana LeYisra'el (le forze armate israeliane), Dori fu nominato suo primo capo di Stato Maggiore. Eppure, nonostante la sua buone conoscenze e capacità organizzative, egli era già di salute cagionevole ed ebbe difficoltà a comandare le sue truppe durante la Guerra arabo-israeliana del 1948, in cui molte decisioni vennero prese dal suo vice Yigael Yadin. Ha completato il suo mandato come Capo di Stato Maggiore e il 9 novembre 1949 e si ritirò dall'esercito: fu proprio Yadin a succedergli.
Anche dopo la sua uscita dall'esercito israeliano, tuttavia, continuò ad indossare la divisa da ufficiale e venne premiato con una cerimonia pubblica quando venne promosso tenente generale. Uscendo dalle forze armate, Dori è stato nominato presidente del Consiglio della Scienza, presso l'ufficio del primo ministro. In seguito fu nominato presidente del Technion di Haifa, posizione che mantenne fino al 1965.
Yaakov Dori è stato sposato dal 1929 con l'insegnante Badana, nata Pintov, originaria della località Kurenetz, anch'essa ucraina. Suo figlio, Yerachmiel Dori, servì la patria come comandante delle Forze di Difesa Israeliane nel Corpo Ingegneristico. Sua figlia, Etana Padan, fu biochimica e professoressa di ecologia microbica presso l'Università Ebraica di Gerusalemme.